# Olesicampe plena
Olesicampe plena är en stekelart som först beskrevs av Charles Thomas Brues 1910.  Olesicampe plena ingår i släktet Olesicampe och familjen brokparasitsteklar. Inga underarter finns listade i Catalogue of Life.